# Багажник

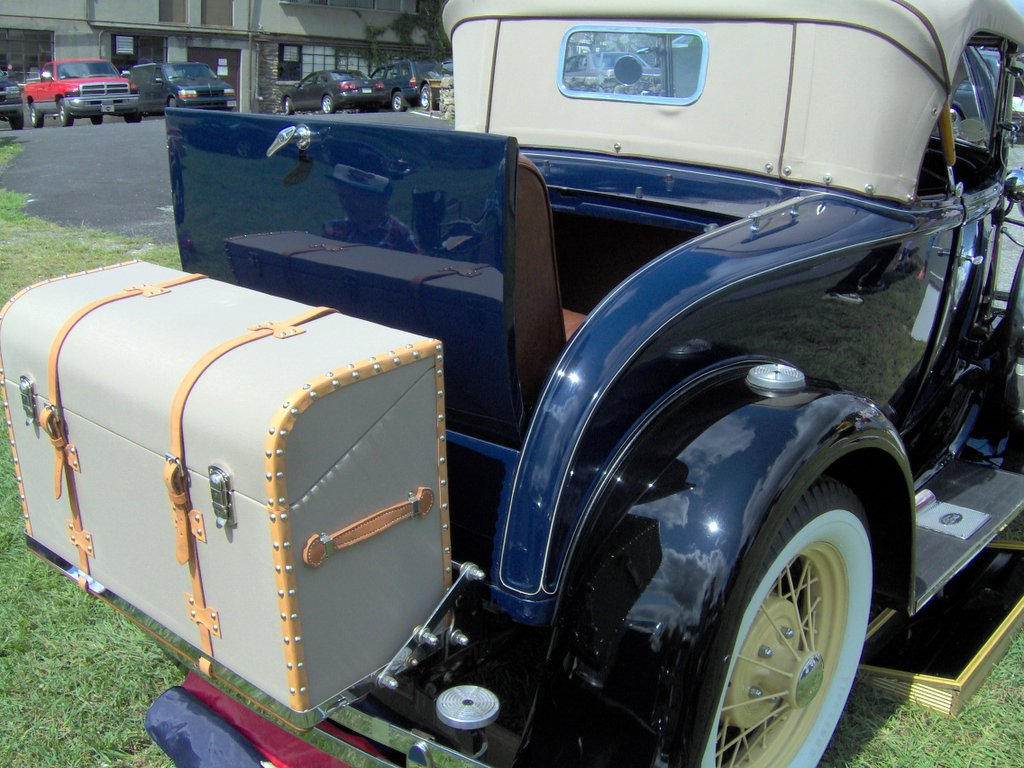
Отдельный багажник-кофр («чемодан») на Ford Model A 1931 года

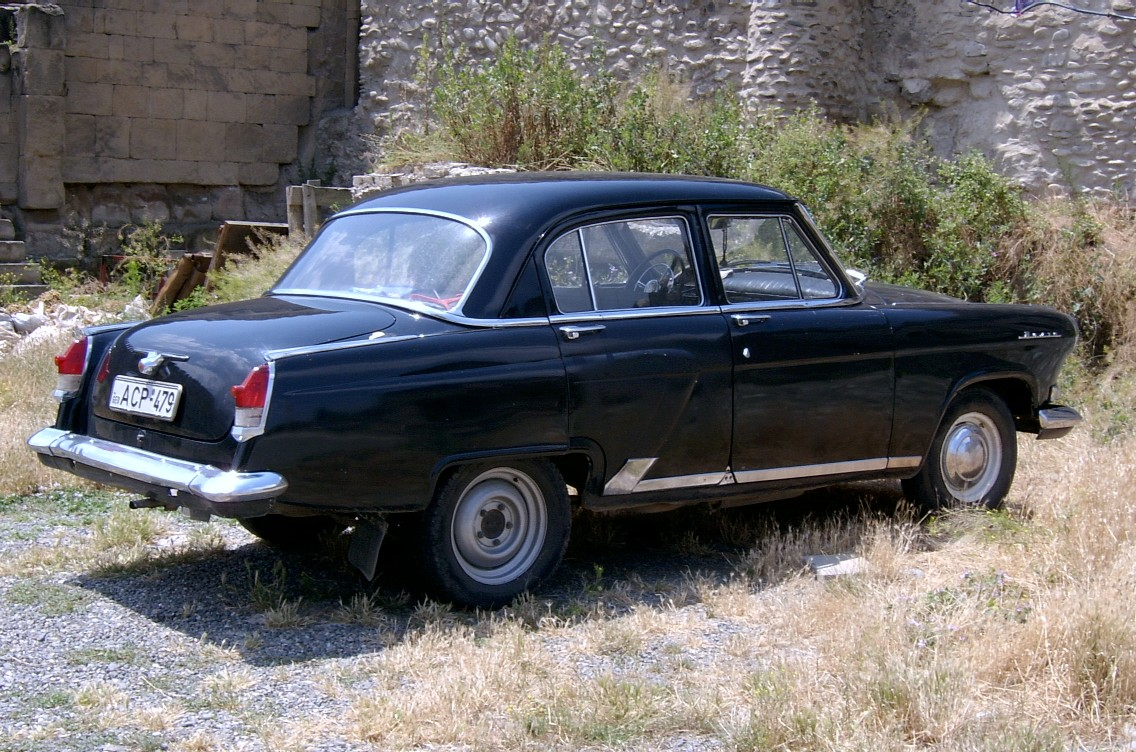
Встроенный багажник на «Волге» ГАЗ-21

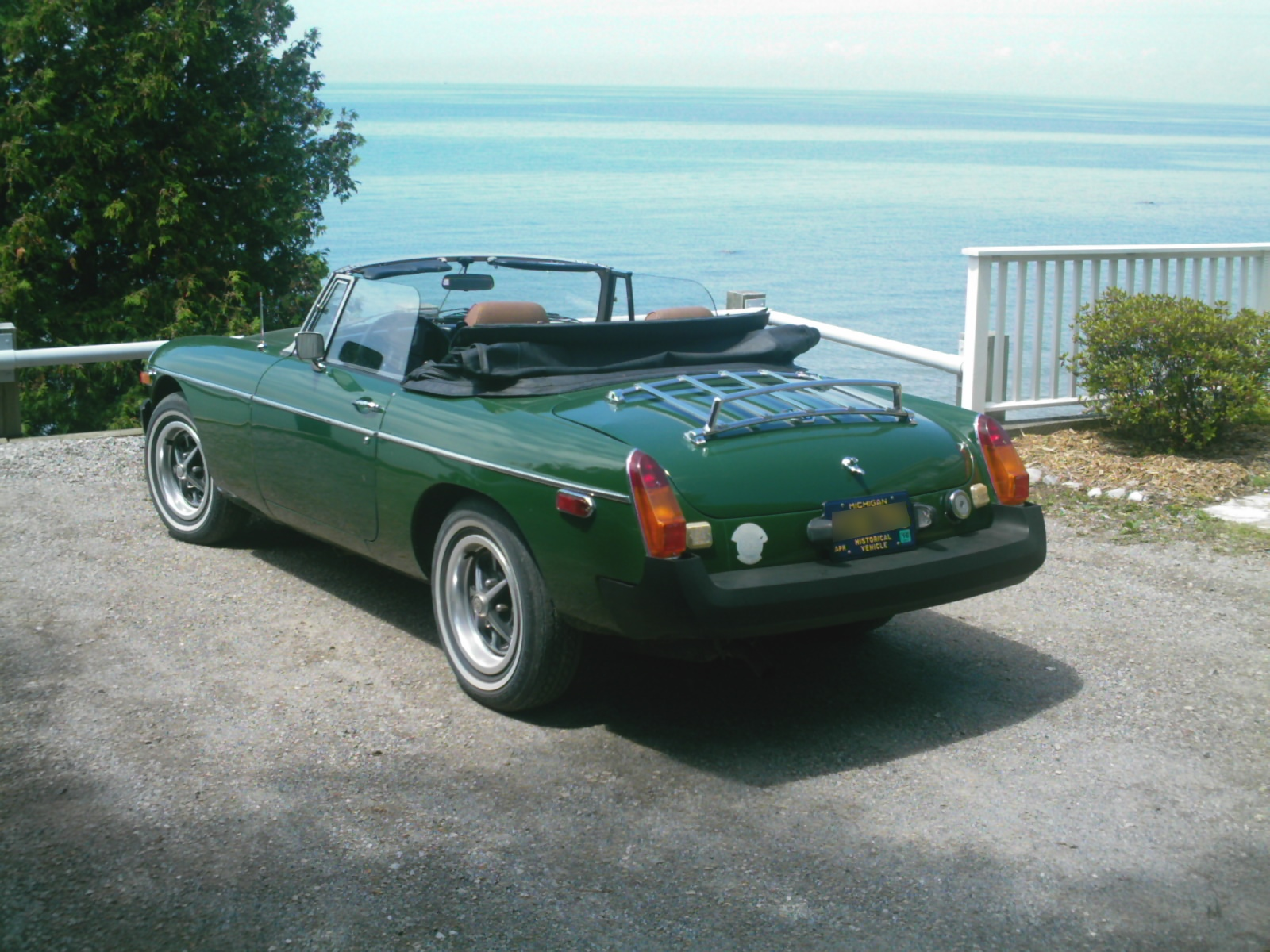
Багажная решетка на крышке багажника.

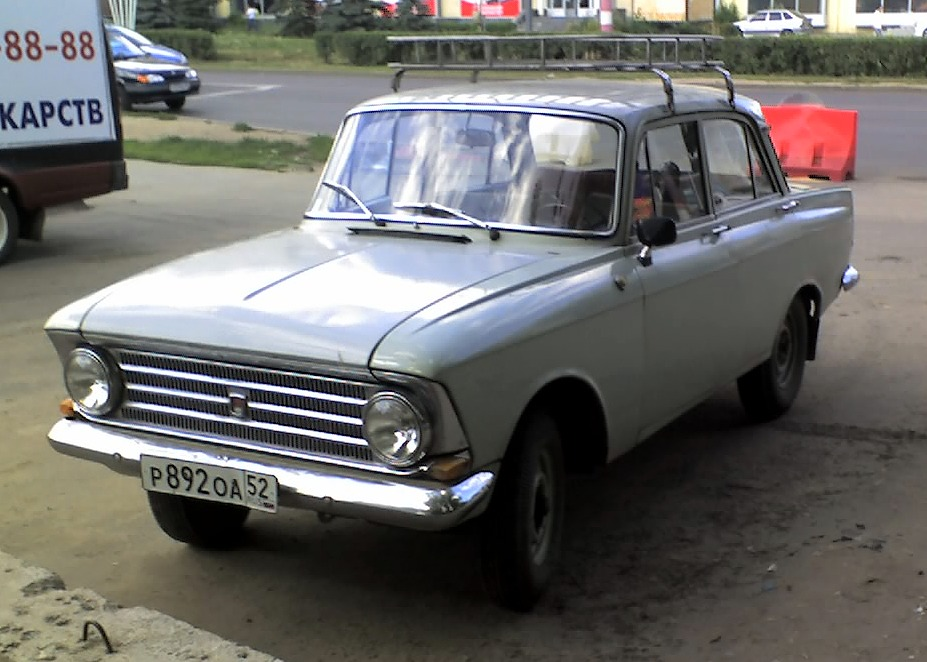
Автомобиль с наружным багажником (багажной решёткой) на крыше.

Багажник (внутренний) — отделение в кузове или пассажирском салоне легкового автомобиля или автобуса, предназначенное для размещения и перевозки багажа. Наличествует практически у всех типов кузовов легковых автомобилей, кроме коммерческих фургон, пикап.
У легковых автомобилей с двух- и однообъемными кузовами универсал, хетчбэк, купе-хетчбэк, микровэн, компактвэн, минивэн, фургон багажник структурно не отделен от салона, а доступ в него осуществляется через отдельную дверь размещенную в заднем торце кузова. Благодаря возможности трансформировать салон, то есть складывать или удалять пассажирские сиденья, объем багажника у таких кузовов может варьировать в широких пределах, что повышает их функциональность и увеличивается вместимость.
На легковых автомобилях с трехобъемными кузовами седан, купе, седан-хардтоп, лимузин, кабриолет, фаэтон,  и родстер багажник ограниченного объема представляет собой отделенный от пассажирского салона отсек с отдельной запираемой крышкой багажника.
На современных пригородных, междугородных и туристических автобусах с расположением двигателя в задней части кузова, багажные отсеки размещаются под полом пассажирского салона в пределах колесной базы (на двухэтажных туристических моделях под багаж может быть использован весь первый этаж). На автобусах переднемоторной схемы чаще используются багажные отсеки (стеллажи) в задней части салона или багажники внешнего размещения на крыше.
На спортивных моделях с небольшим объёмом багажного отделения часто на крышку багажника устанавливали дополнительную багажную решётку для установки багажа.

## История
На первых «самоходных экипажах» XIX века, способных совершать лишь кратковременные прогулочные и соревновательные поездки, багажник отсутствовал.
С повышением надежности двигателей и автомобилей в целом, в начале XX века зародился и автотуризм, что вызвало к жизни необходимость перевозки багажа. По аналогии с конными экипажами использовались две схемы перевозки багажа: чемодан, крепившийся веревками и ремнями снаружи в задней части кузова, или крепление на крыше закрытых экипажей.
Это отразилось на названии багажника — например, в англоязычных странах его называют «boot», что дословно переводится именно как «чемодан». В СССР в тридцатые-сороковые годы также использовался термин «чемодан» (в частности, в документации к автомобилю «Победа»), но позднее он был вытеснен словом «багажник».
Первое направление через промежуточную стадию специальных откидных решеток, съемных кофров и целых гарнитуров «авточемоданов» привело к появлению на кузовах типа седан, лимузин и купе к концу 30-х современного типа багажника, то есть, созданию классического трехобъемного типа кузова, а второе направление — к созданию съемных багажников накрышного расположения.
В конце 20-х для доставки багажа железнодорожных пассажиров со станций в отели и обратно был создан остекленный кузов типа «стейшн вэгон», ставший предтечей двухобъемного кузова типа универсал.
В 1965 году появился предшественник всех современных хетчбэков — Renault R16.
В начале 80-х в связи с повышением качества уплотнителей дверей, а также созданием легкосъемных сидений популярность двух- и однобъемных кузовов значительно возросла и в настоящее время они успешно конкурируют с кузовами трехобъемного типа, особенно в Западной Европе, например во Франции это основной тип кузова.

## Багажник (внешний)
Багажник (внешний) — металлическая конструкция, крепящаяся, как правило, на крышу автомобиля. До недавних пор в СССР (впоследствии России) под багажником понималась металлическая корзина-решетка, крепящаяся сверху автомобиля, на водостоки.
Европейская трактовка понятия «автомобильный багажник» — это две поперечины, стального квадратного или алюминиевого аэродинамического (овального, в виде крыла) профиля, которые устанавливаются либо на рейлинги (продольные дуги — устанавливаются, как правило, производителями автомобилей), либо в штатные места, либо посредством специальных зацепов (китов) за дверной проём. На эти поперечины устанавливаются специальные насадки-аксессуары для перевозки всевозможных грузов(велосипедов, лыж и др.). Данная концепция багажника была изобретена в шведской фирме Thule в 1961 году. В дальнейшем багажники Thule получили широкую известность. Популярностью пользуются и другие марки багажников на крышу автомобиля: Atlant (Россия), Montblanc (Швеция), Atera (Германия).